# Arkhelaosz (szobrász)

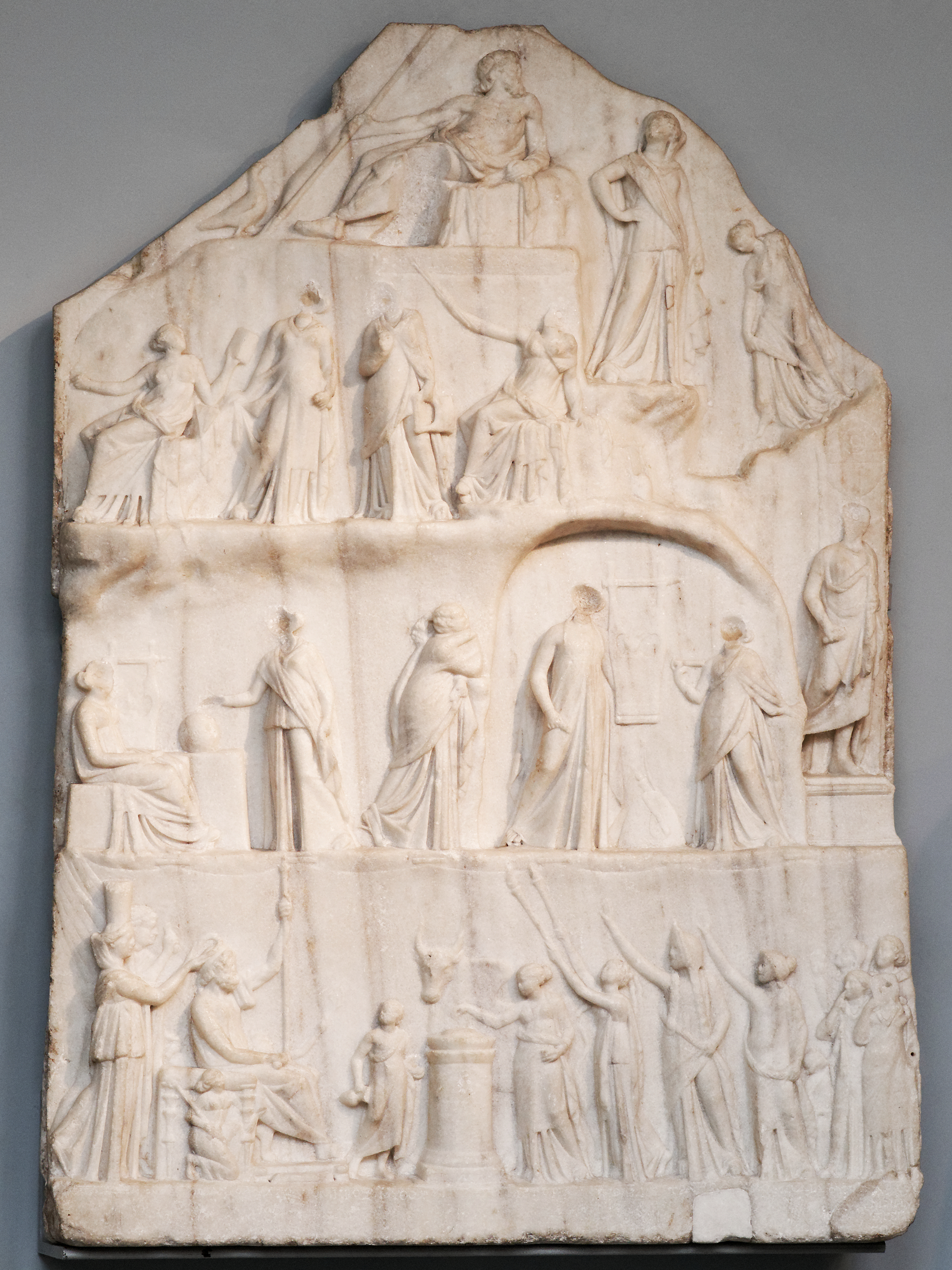
Homérosz apoteózisa

Arkhelaosz (Kr. e. 2. század második fele) görög szobrász.
Priénéből származott, Apollóniosz fia volt. Egyetlen művét ismerjük, a 17. században, a via Appia mentén előkerült Homérosz apoteózisa című domborműt. Az apoteózis emberek istenek közé helyezését jelenti, s mint ilyen, ez az alkotás is Homéroszt helyezi istenek, illetve allegorikus megszemélyesítőik közé: Apollón, Zeusz, Mnémoszüné, a Múzsák, az Erény, az Emlékezet stb. A reliefet a londoni British Museumban őrzik.